# 東冰庫洞
東冰庫洞（：／ Dongbinggo dong */?）是位於韓國首爾龙山区的一个法定洞，隶属于西冰庫洞。本洞東面與鑄城洞和普光洞、西面與龍山洞6街、西南面與西冰庫洞相接。

## 历史
- 1751年 - 該區域為西冰庫二契，並且劃歸屯芝坊管轄。
- 1894年 - 該區域改名為西冰二契，並劃歸南署管轄。
- 1910年10月 - 該區域劃歸至高陽郡漢芝面管轄。
- 1914年 - 該區域和東冰庫里街一同變為京城府的一部分。
- 1936年 - 改名為東冰庫町。
- 1943年 - 劃歸至龙山区。
- 1946年10月 - 改為現在名稱，並劃入至西冰庫洞管轄。